# ۷۸۱ (پیش از میلاد)
۷۸۱ (پیش از میلاد) ۷۸۱مین سال قبل از تقویم میلادی است.